# Nguyễn Đình Khoa
Nguyễn Đình Khoa (sinh 1940) là một phi công Không quân Nhân dân Việt Nam, Anh hùng lực lượng vũ trang nhân dân. Nguyên Tham mưu phó Quân chủng Không quân, Phó Tổng giám đốc- Bí thư Đảng uỷ Tổng công ty Bay dịch vụ Việt Nam thuộc Quân chủng Phòng không- Không quân, nay là Binh đoàn 18, Bộ Quốc phòng.

## Tiểu sử
Ông sinh năm tại làng Vân Tụ, huyện Quỳnh Lưu (nay là phường Quỳnh Xuân, thị xã Hoàng Mai), Nghệ An, trong 1 gia đình nông dân. Về thế thứ, Ông là hậu duệ đời thứ 19 của Cương Quốc Công Nguyễn Xí, thuộc Đại chi 13 của nhị thế tổ Nguyễn Đồng Dần.
- Năm 1957, ông nhập ngũ và được tuyển vào đào tạo lái máy bay trực thăng ở Quân chủng Không quân, làm nhiệm vụ phục vụ chiến đấu, phục vụ lái chuyên cơ.
- Cuối thập niên 1950 đầu 1960, ông được giao lái loại máy bay thực thăng Mi-4 chuyên cơ, nhiều lần chở các lãnh đạo Việt Nam Dân chủ Cộng hòa. Năm 1960, ông được gửi sang Liên Xô đào tạo chỉ huy và tham mưu không quân. Sau khi tốt nghiệp về nước, ông được phân công công tác tại Bộ chỉ huy Phòng không - Không quân, dưới quyền Tư lệnh Phùng Thế Tài.
- Năm 1975, sau Chiến dịch Huế - Đà Nẵng, ông được giao nhiệm vụ thu thập và tiếp quản loại máy bay UH-1A chiến lợi phẩm. Ông cùng các đồng đội nhanh chóng học hỏi chuyển loại để nắm vững và sử dụng loại trực thăng vũ trang này vào nhiệm vụ truy quét các nhóm thổ phỉ FULRO ở Lâm Đồng và Đak Lak.
- 1977-1979: Trung đoàn phó Trung đoàn trực thăng 917, quân chủng Không quân, ông tham gia chiến tranh biên giới Tây Nam, ông cùng đồng đội trực tiếp chiến đấu, góp phần đánh bại lực lượng Khmer Đỏ, cứu Campuchia thoát khỏi họa diệt chủng.
- Năm 1979, Do thành tích đặc biệt xuất sắc trong chiến đấu, ông được Chủ tịch nước Tôn Đức Thắng ký quyết định phong danh hiệu "Anh hùng lực lượng vũ trang nhân dân" và thăng vuợt cấp từ Thiếu tá lên Thượng tá. Chiến tranh Biên giới Tây nam kết thúc, ông lần lượt giữ các chức vụ:
- 1980-1987: Trung đoàn trưởng trung đoàn Không quân 916.
- 1987-1997: Phó tham mưu trưởng Quân chủng Không quân.
- 1997-5/2000: Phó Tổng giám đốc- Bí thư Đảng uỷ Tổng công ty Bay dịch vụ Việt Nam thuộc Quân chủng Phòng không- Không quân, nay là Binh đoàn 18, Bộ Quốc phòng.
- Đại tá năm 1982.
- Tháng 5 năm 2000, Ông được nghỉ hưu theo chế độ.

## Khen thưởng
- Anh hùng lực lượng vũ trang nhân dân
- Huân chương kháng chiến chống Mỹ cứu nước hạng Nhì
- Huân chương Bảo vệ tổ quốc hạng Nhất
- Huân chương Chiến công hạng Nhất, Nhì, Ba
- Huân chương Chiến sỹ vẻ vang hạng Nhất, Nhì, Ba
- Huy chương Quân kỳ quyết thắng
- Huy hiệu 55 năm tuổi Đảng

## Gia đình
Cao Cam là vợ của anh hùng Nguyễn Đình Khoa bà sinh được 1 trai 1 gái.